# Estación de Clermont-de-l'Oise
La estación de Clermont-de-l'Oise es una estación ferroviaria francesa, de la línea férrea París-Lille, situada en la comuna de Clermont, en el departamento de Oise. Por ella transitan tanto trenes de media distancia como trenes regionales, todos ellos entre París y Amiens.

## Situación ferroviaria
La estación se encuentra en el punto kilométrico 65,100 de la línea férrea París-Lille. Además, pertenecía a la línea férrea Rochy-Condé - Soissons, una línea menor de 95 kilómetros que fue parcialmente cerrada en el año 2002 dada su escasa rentabilidad.

## Historia
Fue inaugurada el 14 de junio de 1846 por parte de la Compañía de ferrocarriles del Norte. En 1937, la estación pasó a ser explotada por la SNCF. 

## La estación
El edificio para viajeros de planta rectangular se compone de dos pisos. Dispone de dos andenes, uno lateral y otro central al que acceden tres vías principales. Además, cuenta con un buen número de vías de servicio. Los cambios de andenes se realizan gracias a una pasarela metálica. Posee taquillas y máquinas expendedoras de títulos de transporte. Cuenta con comercios, bar, restaurante y panadería.  Dos aparcamientos gratuitos y con videovigilancia de 120 y 200 plazas están habilitados junto a la estación.  

## Servicios ferroviarios

### Media distancia
Los intercités cubren la siguiente línea:
- Línea Amiens - París.

### Regionales
La línea anterior también está cubierta gracias a trenes regionales TER.